# Борисенко, Сергей Анатольевич
Сергей Анатольевич Борисенко (род. 28 мая 1971, Темиртау, Карагандинская область) — казахстанский пловец, участник двух летних Олимпийских игр, многократный призёр летних Азиатских игр 1994 года.

## Спортивная биография
Самым удачным в карьере Сергея Борисенко стал 1994 год, когда молодой казахстанский пловец стал четырёхкратным призёром летних Азиатских игр в японском городе Хиросима.
В 1996 году Борисенко дебютировал на летних Олимпийских играх. На дистанции 50 метров вольным стилем казахстанский пловец показал результат 23,29 с и занял по итогам предварительного раунда итоговое 26-е место. Также Сергей в составе сборной Казахстана принял участие в эстафете 4×100 метров вольным стилем, но в предварительном раунде казахскую сборную дисквалифицировали.
На летних Олимпийских играх 2000 года в Сиднее Борисенко вновь выступил в двух дисциплинах. На 50-метровке вольным стилем казахстанский пловец показал результат 23,46 и выиграл свой заплыв, но в итоговом зачёте он остался лишь на 40-м месте. В кролевой эстафете 4×100 метров сборная Казахстана показала худший результат среди всех сборных и заняла итоговое 21-е место.